# Robert Curry
Robert Curry, llamado Bob Curry (nacido el 15 de agosto de 1881 en Nueva York (Estados Unidos) y murió en fecha desconocida) es un luchador deportivo estadounidense.
Robert Curry recibe la medalla de oro en los Juegos Olímpicos de San Luis 1904, en la categoría lucha Libre menos de 105¾ lb masculino.